# Lamborghini LM004
Lamborghini LM004 je prototip terenskog vozila kojeg je dizajnirala i izdradila talijanska tvrtka Lamborghini.
Model LM004 je bio modificirani model LM002, kojime su dizajneri pokušali privuči nove kupca. Model je sadržavao različite luksuzne novitete kao što su npr. telefon, hladnjak i luksuzne sjedalice. Najveća novina je bio novi snažniji 7-litreni V12 motor, snage 420 KS. Izrađen je samo jedan automobil, te je tvrtka odustalo od daljnje proizvodnje.